# Chapelle Saint-Roch de Nismes
Pour les articles homonymes, voir Chapelle Saint-Roch.
La chapelle Saint-Roch est un édifice religieux catholique du XVIIe siècle (modifié au XIXe siècle) et classé en 1979, sis au cœur du village de Nismes dans la province de Namur, en Belgique.  Construite en 1627 la chapelle fut placée sous le patronage de saint Roch pour invoquer sa protection lors d’une des fréquentes épidémies de peste qui ravageaient la région.   

## Situation et accès
La façade latérale sud-est de la chapelle est bordée par la rue de la Station ; l'adresse officielle de l'édifice est au numéro 4 de celle-ci, malgré le fait que soit depuis longtemps murée sur ce côté l'ancienne entrée, une porte à linteau droit dont on distingue encore la trace. On accède à l'édifice par un nouveau porche sur le côté sud-ouest — bordé par la rue Saint-Roch — dans l'axe de la nef, aménagé au XIXe siècle lors de l'édification d'une façade néo-classique surmontée d'un clocheton, qui fut probablement accompagnée d'un agrandissement de la nef,. 

## Histoire
La chapelle Saint-Roch à Nismes, dédiée à un saint populaire dans la région – même si sa biographie baigne dans la légende,,, se trouve sur un terrain autrefois à l'écart du village — au nord et en direction de Dourbes — servant de cimetière pour les pestiférés,. La chapelle fut construite en 1627 à l’initiative du curé de l'époque, Jean Noël, de nombreuses épidémies ravageant le pays à cette époque,.
La chapelle est construite en moellons de calcaire, provenant du château-fort de Nismes érigé sur le Mousty au XIIe siècle. Plusieurs fois démoli et reconstruit comme beaucoup d'autres, ce château fut particulièrement détruit pendant la période bourguignonne entre 1400 et 1500, baptisé le 'siècle du malheur'.

## Patrimoine
- À l'intérieur de la chapelle, un très ancien crucifix est suspendu au plafond. Il provient du sanctuaire médiéval du Mousty. Son origine remonte au XIIIe siècle[1],[3].
- La statue de saint Roch majestueux dans sa posture connue dans le monde entier. Inséparable de son chien fidèle : ne dit-on pas « Saint-Roch et son chien nous montre sa blessure à la cuisse : le bubon de la peste, un vilain bouton »?. Il tient le long bâton du pèlerin terminé par une gourde et que l'on nomme le bourdon[3].